# 赤間町 (福岡県)
赤間町（あかままち）は、福岡県宗像郡にあった町。現在の宗像市の一部にあたる。

## 地理
釣川の上流域に位置していた。

## 歴史

### 沿革
- 1889年（明治22年）4月1日 - 宗像郡田久村、石丸村、赤間村、陵厳寺村、三郎丸村、土穴村、徳重村、名残村、藤原村（富地原村）が合併して村制施行し、赤間村が設立[2][3]。
- 1898年（明治31年）6月25日 - 町制施行し赤間町となる[2][3]。
- 1954年（昭和29年）4月1日 - 宗像郡東郷町、南郷村、河東村、吉武村、神興村（一部、大字村山田の一部）と合併し宗像町を新設して廃止された[2][3]。

### 地名の由来
古くは赤馬と記し、神武天皇が赤馬に乗って現れ人々に従軍を命じたという伝説にちなむ。

## 交通

### 鉄道
- 1890年（明治23年）- 九州鉄道（現鹿児島本線）開通。赤間駅開設[4]。